# Kebbi (stát)
Kebbi je jeden ze 36 států Nigérie. Leží v severozápadní části země v oblasti North West a jeho hlavním městem je Birnin Kebbi, po kterém je stát pojmenován. Vznikl v srpnu 1991 oddělením od státu Sokoto a v roce 2023 ve státě žilo přibližně 6 milionů obyvatel. Na východě a severu sousedí se státy Sokoto a Zamfara a na jihu se státem Niger. Na západě sousedí s Beninem a Nigerem. Státem protékají řeky Niger a Sokoto a na jihu státu se nachází většina jezera Kainji. Ve státě žijí obyvatelé celé řady různých etnik, přičemž žádné z nich není dominantní. Asi 84 % obyvatel státu jsou muslimové.